# Omniewicze (rejon korelicki)
Omniewicze (biał. Амневічы, ros. Омневичи) – wieś na Białorusi, w obwodzie grodzieńskim, w rejonie korelickim, w sielsowiecie Krasna.
W dwudziestoleciu międzywojennym leżały w Polsce, w województwie nowogródzkim, w powiecie nowogródzkim.